# وسکس
پادشاهی وسکس یا پادشاهی ساکسون غربی (به انگلیسی: Kingdom of Wessex، به انگلیسی باستان: Westseaxna rīce) یکی از پادشاهی‌های آنگلو-ساکسون در جنوب‌غربی انگلستان بود که در آغاز سدهٔ ششم میلادی توسط سردیک وسکس پایه‌گذاری شد و تا سدهٔ دهم میلادی ادامه یافت و فرمانروایان آن در نهایت به پادشاهی کل انگلستان دست یافتند. تقریباً شهرستان‌های امروزی همپشایر، دورست، ویلتشایر و سامرست، سرزمین وسکس را در گذشته تشکیل می‌داده‌اند که گاهی تا شمال رود تیمز نیز ادامه می‌یافت، اما سرانجام به سمت غرب گسترش پیدا کرد و دوون و کورنوال نیز جزئی از وسکس شدند.

## تاریخچه
وسکس از دو شهرک به‌وجود آمد: یکی (بنا بر نوشته‌های «وقایع‌نگاری آنگلوساکسونی») توسط سردیک و پسر (یا نوه‌اش) سینریک پایه‌گذاری شد که در ۴۹۴ یا ۴۹۵ وارد همپشایر شده‌بودند و در ۵۰۰ یا ۵۱۹ به مقام شاهی رسیدند و دیگری که بر پایهٔ مشاهدات باستانشناسی در ناحیهٔ تیمز علیا قرار داشت و مردمش احتمالاً از شمال‌شرقی بدان وارد و در آنجا سکنی گزیده بودند. همچنین در «وقایع‌نگاری آنگلوساکسونی» آمده است که این مناطق تا ۵۷۱ که کاتوُولف (احتمالاً یکی از اعضای خاندان سلطنتی وسکس) موفق به تصرف لوتن، آیلسبری، بنزینگتون (بنسون امروزی در آکسفوردشایر) و آینزهام شد در دست بریتون‌ها قرار داشت. با این حال مطالعات باستانشناسی نشان می‌دهد که سابقهٔ سکونت در این مناطق به پیش از برتون‌ها بازمی‌گردد.

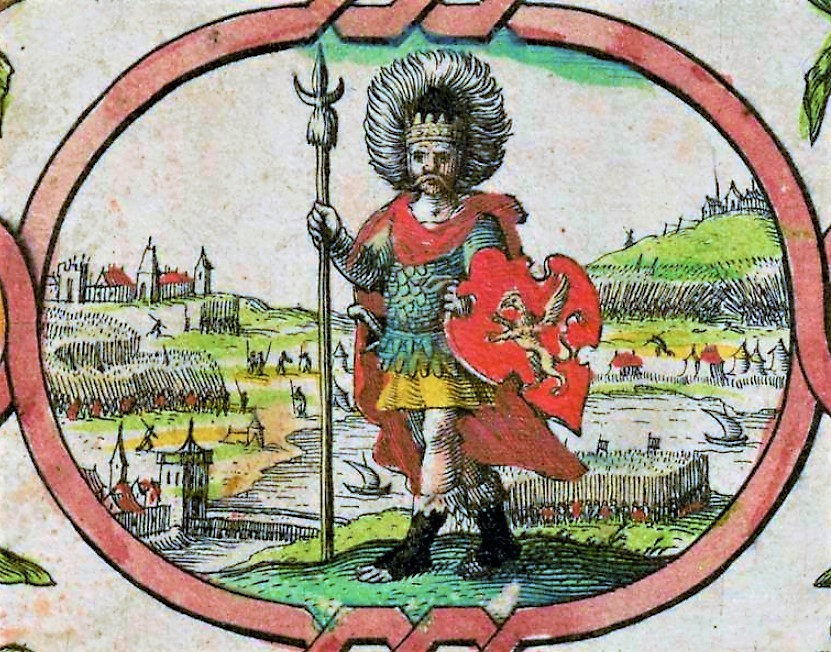
سردیک، نخستین شاه وسکس

از وقایعی که منتهی به گسترش اولیهٔ وسکس شد تنها چند مورد به‌ثبت رسیده است از جمله فتح جزیره وایت در ۵۳۰ توسط سردیک و سینریک و جنگ‌های سینریک در سالیسبری در ۵۵۲ و باربری کاسل (ویلتشایر) در ۵۵۶. شاه بعدی وسکس سیولین (حکومت ۵۶۰–۵۹۲) نیز پیروزی‌هایی در دیرهام واقع در گلوسترشر در ۵۷۷ به‌دست‌آورد که درنتیجهٔ آن باث، سیرنسستر و گلوستر نیز توسط او فتح گردید. همچنین نبرد سیولین در مکانی به‌نام فتانلیگ در ۵۸۴ که احتمالاً باید در شمال آکسفوردشایر قرار می‌داشته است نیز به‌ثبت رسیده است. سیولین همچنین اتلبرت، شاه کنت را در مکانی به نام ویباندون در ۵۶۸ شکست داد.
پس از آنکه سیولین نفوذ وسکس را تا شمال تیمز گسترش داد در ۵۹۲ توسط برادرزاده‌اش سیول از قدرت برکنار گردید. او ۵ سال حکومت کرد و پس از او برادرش سیولولف (حکومت ۵۹۷–۶۱۱) جانشین او شد و پس از او نیز کینجیلز، پسر سیول تا ۶۴۳ قدرت را در دست گرفت. در طول این دوران، وسکس نخست از سوی نورثامبریا و پس از آن از طرف پادشاهی روبه‌رشد مرسیا مورد تهدید قرار گرفت و کینجیلز و پسرش سوئیکلم، استان‌های ویکایی شامل گلوسترشر، ووسترشر و جنوب‌غربی وارویکشر را در جنگ با پِندا، شاه مرسیا از دست دادند.
در ۶۴۳ کنوال جانشین پدرش کینجیلز شد و با خواهر پندا ازدواج کرد. اما دیری نپایید که او را ترک نمود و پندا به‌خاطر این رفتار او، کنوال را در ۶۴۵ به آنگلیای شرقی تبعید نمود. این تبعید ۳ سال به‌طول انجامید و کنوال در ۶۴۸ بار دیگر پادشاهی وسکس را در دست گرفت. او در بیشتر دوران حکومتش درگیر جنگ با مرسیایی‌ها و ویلزی‌ها بود و در نهایت جانشین پندا موفق به گرفتن همپشایر جنوبی و جزیرهٔ وایت از او شد. این مناطق از ۶۶۱ تا ۶۸۶ در اختیار مرسیایی‌ها بود و پادشاهی وسکس نیز پس از مرگ کنوال به‌طور موقت بین جانشینان او تقسیم شده بود. با این حال شاهان وسکس در طول این مدت موفق به کسب پیروزی‌هایی علیه برتون‌ها شدند که به سمت‌غرب در حال پیشروی بودند.

پادشاهی‌های انگلستان در حدود سال ۸۰۰ میلادی

در ۶۸۵ کدوالا به شاهی وسکس رسید و موفق شد تا همپشایر جنوبی و جزیرهٔ وایت را بازپس‌گیرد. پس از او اینه، نخستین شاه وسکس که به وضع قوانین پرداخت به قدرت رسید و حوزهٔ اسقفی‌ای را برای نواحی غربی در شربورن (دورست) ایجاد کرد. در ۸۰۲ اگبرت شاه ساکسون غربی شد و به سلطهٔ مرسیایی‌ها بر وسکس که ادارهٔ مستقیم بخش‌هایی از برکشر و ویلتشر را شامل می‌شد پایان داد. او همچنین تمامی نواحی دوون و کورنوال را در اختیار خود گرفت و در ۸۲۵ با شکست بورنوولف، شاه مرسیا توانست سوری، ساسکس و کنت را برای همیشه تحت فرمان پادشاهی وسکس درآورد.
پادشاهان وسکس همچنین برتری خود در مقاومت موفقیت‌آمیزشان در برابر تهاجم دانمارکی‌ها را به رخ دیگر آنگلوساکسون‌ها کشیدند. وایکینگ‌های دانمارکی در ۸۶۵ با ارتش بزرگ خود وارد انگلستان شدند و تمامی پادشاهی‌های آنگلوساکسونی را نابود کردند، با این حال در وسکس با مقاومت اتلرد یکم (حکومت ۸۶۵–۸۷۱) و آلفرد بزرگ (حکومت ۸۷۱–۸۹۹) روبرو شدند. آلفرد بزرگ در ۸۸۶ لندن را بازپس گرفت و از سوی تمامی انگلیسی‌هایی که به سرسپردگی به دانمارکی‌ها تمایلی نداشتند به‌عنوان ارباب کل پذیرفته شد.
به‌دنبال بازپس‌گیری تمامی مناطق تحت اشغال دانمارکی‌ها که تا ۹۲۷ توسط اتلستن، نوهٔ آلفرد بزرگ کامل گردید و شاهان وسکس از آن زمان به‌بعد با عنوان پادشاهان انگلستان تاجگذاری کردند.

## وسکس در رمان‌های توماس هاردی
در بسیاری از رمان‌های توماس هاردی، نویسندهٔ انگلیسی، وقایع داستان در مکانی خیالی به‌نام وسکس اتفاق می‌افتد که در اینجا وسکس دراصل به مناطق جنوب‌غربی انگلستان اشاره دارد.